# Ekunha
Ekunha è un municipio dell'Angola appartenente alla provincia di Huambo. Ha 91.815 abitanti (stima del 2006) ed una superficie di 1.677 km².